# Барон Мултон из Эгремонта
Барон Мултон из Эгремонта (англ. Baron Multon of Egremont) — дворянский титул в системе пэрства Англии, существовавший в 1299—1334 годах. В настоящий момент находится в статусе ожидания наследника.

## История
История титула связана с родом Мултонов (Молтонов). Один из представителей этого рода, Томас Молтон (умер в 1240), центром владений которого был замок Молтон в Линкольншире, в 1214 году купил опеку над дочерьми Ричарда де Люси из Эгремонта (умер в 1213), выдав их замуж за своих сыновей, а сам в 1218 году женился на их матери, Аде де Морвиль. Поскольку девушки претендовали в качестве наследниц Элис де Румили, бабушки их отца, на обширные владения в Северной Англии, включая Скиптон в Йоркшире и Эгремонт и Папкасл в Камберленде. После долгих судебных баталий Элис, жена Алана, получила половину Папкасла, а жена Ламберта Амабель — Эгремонт.
Правнук Ламберта, сэр Томас де Мултон (21 февраля 1276 — 1322) 6 февраля 1299 года был вызван в английский парламент. Но его единственный сын Джон умер в 1234 году, не оставив детей. Владения Мултонов были разделены между тремя сёстрами Джона, а сам титул перешёл в состояние ожидания наследника.

## Феодальные бароны Мултон из Эгремонта
- Ламберт де Мултон[англ.] (умер до 16 ноября 1246), феодальный барон Мултон из Эгремонта[3].
- Томас де Мултон (4 мая 1225 — до 29 апреля 1294), феодальный барон Мултон из Эгремонта с 1246 года, сын предыдущего[3].

## Бароны Мултон из Эгремонта (креация 1299 года)
- 1299—1322: Томас де Мултон (21 февраля 1276 — 1322), феодальный барон Мултон из Эгремонта с 1294 года, 1-й барон Мултон из Эгремонта с 1298, внук предыдущего[3].
- 1322—1334: Джон де Мултон (октябрь 1308 — 1334), 2-й барон Мултон из Эгремонта с 1321/1322, сын предыдущего[3].